# جدا
جدا (بالإنجليزية: Jeda, Iran)‏ هي قرية تقع في أردبيل في إيران. يقدر عدد سكانها بـ 237 نسمة بحسب إحصاء 2016.